# Camera & Imaging Products Association
Camera & Imaging Products Association (C.I.P.A.) – założona w 2002 roku w Japonii, instytucja badająca rozwój technologiczny kamer i aparatów głównie pod względem energooszczędności. Określa według własnych norm czas pracy, pobór energii itp.